# Gold Standard Laboratories
Pour les articles homonymes, voir Gold Standard et GSL.
Gold Standard Laboratories ou GSL était un label indépendant fondé en 1993 à Boulder, Colorado, par Sonny Kay. En 2001, le label déménage à  San Diego, Californie, son siège étant situé à Los Angeles, jusqu'à sa disparition le 29 octobre 2007.
Le leader de The Mars Volta, Omar Rodríguez-López, était copropriétaire du label depuis 2001.

## Artistes produits
Le label a notamment publié des disques de :
- 400 Blows
- A Luna Red
- An Albatross
- Anavan
- Arab On Radar
- Armatron
- Attractive and Popular
- Beautiful Skin
- Big Sir
- Chromatics
- Crime in Choir
- Coaxial
- The Convocation Of...
- Cut City
- Dead and Gone
- De Facto
- Die Princess Die
- Dmonstrations
- Favourite Sons
- The Faint
- Free Moral Agents
- GoGoGo Airheart
- Heart of Snow
- The Holy Kiss
- I Am Spoonbender
- Jaga Jazzist
- The Jai-Alai Savant
- JR Ewing
- Kill Me Tomorrow
- Le Shok
- The Locust
- Lost Kids
- The Mars Volta
- Melt-Banana
- Mohinder
- Neon King Kong
- Omar Rodríguez-López
- Omega Cinco
- Out Hud
- The Pattern
- The Phantom Limbs
- Pleasure Forever
- The Rapture
- Red Eyed Legends
- Rhythm of Black Lines
- SABERTOOTH . TIGER
- Semiautomatic
- Soiled Doves
- Starlite Desperation
- The Starvations
- Triclops!
- Subpoena the Past
- Subtitle
- Sunshine
- Vanishing
- Vaz
- Veronica Lipgloss & The Evil Eyes
- The VSS
- Vue
- With Love
- XBXRX
- Year Future
- Zechs Marquise